# جون أركاند
جون أركاند هو عازف كمان ‏ وكاتب أغاني كندي، ولد في 19 يوليو 1942 في Debden, Saskatchewan ‏ في كندا.